# Беня Крик
Бенціон Менделевич (Беня) Крик (на прізвисько «Король») — головний герой ряду творів Ісаака Бабеля: збірки «Одеські оповідання», п'єси «Захід», кіноповісті «Беня Крик». Прототипом героя вважається одеський нальотчик Мішка Япончик.

## Характеристика
Образу героя, виведеному автором, притаманні тонкий розум («Беня говорить мало, але він каже смачно. Він говорить мало, але хочеться, щоб він сказав ще що-небудь», гумор та іронія («Працюй спокійніше, Соломон … не май цю звичку бути нервовим на роботі»), честь та романтичність.

## Образ героя в кіно
| Назва                          | Рік  | Режисер                    | В ролі Бені        | Примітки    |
| ------------------------------ | ---- | -------------------------- | ------------------ | ----------- |
| Беня Крик / Кар'єра Бені Крика | 1926 | Володимир Вільнер          | Юрій Шумський      | німий фільм |
| Биндюжник і Король             | 1989 | Володимир Аленіков         | Максим Леонідов    |             |
| Мистецтво жити в Одесі         | 1989 | Георгій Юнгвальд-Хількевич | Сергій Колтаков    |             |
| Закат                          | 1990 | Олександр Зельдович        | Віктор Гвоздицький |             |